# Стадион Младост (Лучани)
Стадион Младост је фудбалски стадион у Лучанима, Србија. На њему своје домаће утакмице игра ФК Младост Лучани. Стадион има две трибине са капацитетом од 8.000 места. За разлику од већине стадиона, главна трибина се овде налази на источној страни.
У сезони 2010/11. домаће утакмице на њему је играла Слобода Поинт Севојно, пошто се градски стадион у Ужицу реновирао. ФК Металац Горњи Милановац је на њему играо суперлигашке утакмице као домаћин у сезони 2011/12., јер стадион у Горњем Милановцу није испуњавао услове за играње суперлигашких утакмица.

## Галерија
- Западна трибина.